# Yael Naim (álbum)
Yael Salas es el segundo álbum de estudio homónimo de la cantante francesa, Yael Naim. Fue lanzado el 22 de octubre de 2007 de forma mundial, y el 18 de marzo de 2008 en Estados Unidos y Canadá.

## Lista de canciones
1. "Paris" - 3:08
2. "Too Long" - 4:43
3. "New Soul" - 3:34
4. "Levater" - 3:25
5. "Shelcha" - 4:39
6. "Lonely" - 4:06
7. "Far Far" - 4:21
8. "Yashanti" - 3:54
9. "7 Baboker" - 3:33
10. "Lachlom" - 4:23
11. "Toxic" - 4:27
12. "Pachad" - 4:28
13. "Endless Song of Happyness"

## Lanzamiento
El álbum fue lanzado en Francia, el 22 de octubre de 2007. Estuvo disponible para su descarga digital en iTunes mundialmente, pero no tuvo mucho éxito hasta febrero de 2008 cuando Apple usó el sencillo "New Soul" en publicidad para su laptot MacBook Air.
En los Estados Unidos y Canadá el álbum fue lanzado el 18 de marzo de 2008. Su sencillo más popular, "New Soul", debutó en el puesto #15 en Canadá y #55 en EE. UU.

## Posicionamiento
Yael Naim debutó en el puesto #55 en el Billboard 200 Album Chart en la semana del 5 de abril de 2008.
| Listas (2008)                       | Posición |
| ----------------------------------- | -------- |
| U.S. Billboard 200                  | 50       |
| U.S. Billboard Top Digital Albums   | 6        |
| U.S. Billboard Top Heatseekers      | 20       |
| U.S. Billboard Top Internet Albums  | 6        |
| U.S. Billboard Comprehensive Albums | 54       |
| European Top 100 Albums             | 27       |
| Austrian Album Charts               | 10       |
| Belgian Album Charts (Wallonia)     | 2        |
| Canadian Album Top 100              | 15       |
| French Album Chart                  | 6        |
| Italian FIMI Albums chart           | 27       |
| Swiss Album Charts                  | 18       |